# Tùng Chi
Nguyễn Tùng Chi (sinh ngày 15 tháng 4 năm 1974) là một nữ biên tập viên, người dẫn chương trình và đạo diễn truyền hình người Việt Nam. Cô được biết đến qua vai trò dẫn chương trình của cuộc thi Đường lên đỉnh Olympia. Hiện nay, cô là Phó Trưởng ban Văn hóa - Giải trí của Đài Truyền hình Việt Nam.

## Sự nghiệp
Nguyễn Tùng Chi tốt nghiệp Đại học Kinh tế Quốc dân vào năm 1997 và thi đỗ vào Đài Tiếng nói Việt Nam. Tuy nhiên, cô đã ứng tuyển vị trí phóng viên tại Đài Truyền hình Việt Nam khi kênh VTV3 cần tuyển người, và được nhận vào làm việc tại đài kể từ đó. Tùng Chi bắt đầu xuất hiện với tư cách dẫn chương trình của Từ ánh mắt đến trái tim, và sau đó có thời gian dài gắn bó với Đường lên đỉnh Olympia trong cả vai trò đạo diễn lẫn người dẫn chương trình (cô đảm nhiệm vai trò MC từ năm 2000 đến năm 2004, và từ năm 2009 đến năm 2016).

## Đời tư
Đời sống cá nhân của Tùng Chi hầu như được giữ kín và rất ít khi được cô chia sẻ trước báo chí và truyền thông. Có thông tin cho rằng Tùng Chi đã từng có một đời chồng, sau đó có tình cảm với một nam MC khác của VTV.

## Các chương trình đã dẫn
- Từ ánh mắt đến trái tim
- Đấu trí
- Đường lên đỉnh Olympia